# 富山大学教育学部附属特別支援学校
富山大学教育学部附属特別支援学校（とやまだいがくきょういくがくぶふぞくとくべつしえんがっこう）は、富山県富山市五艘にある富山大学教育学部附属の特別支援学校である。

## 所在地
- 住所 〒930-8556 富山県富山市五艘1300

北緯36度42分22.6秒 東経137度11分47.1秒 / 北緯36.706278度 東経137.196417度

## 設置課程
- 小学部
- 中学部
- 高等部

## 沿革
- 1968年（昭和43年）4月 - 附属小学校特殊学級1学級設置
- 1969年（昭和44年）4月 - 附属小学校特殊学級1学級増設
- 1970年（昭和45年）4月 - 附属中学校特殊学級1学級新設
- 1971年（昭和46年）4月 - 附属中学校特殊学級1学級増設
- 1972年（昭和47年）4月 - 附属中学校特殊学級増設
- 1975年（昭和50年）4月 - 附属小学校特殊学級1学級増設
- 1976年（昭和51年）4月1日 - 富山大学教育学部附属養護学校設置[1]。
- 2004年（平成16年）4月 - 国立大学法人富山大学教育学部附属養護学校に改称
- 2005年（平成17年）4月 - 国立大学法人富山大学人間発達科学部附属養護学校に改称
- 2007年（平成19年）4月 - 学校教育法改正によって、特別支援教育導入を受け富山大学人間発達科学部附属特別支援学校に校名変更
- 2022年（令和4年）4月 - 富山大学教育学部附属特別支援学校に改称